# Андерсон, Лиам
Лиам Андерсон (англ. Liam Anderson; родился 20 октября 1994 года, Норт-Шор-Сити, Новая Зеландия) — новозеландский футболист, вратарь клуба «Уаитакере Юнайтед».

## Клубная карьера
Лиам начал свою карьеру в новозеландском клубе из Окленда «Окленд Сити» в возрасте 17 лет. Сыграл 27 матчей с клубом, участвуя в Клубном чемпионате мира по футболу, Лиге чемпионов ОФК, а также в Премьер-Лиге Новой Зеландии. С 2016 года играет за новозеландский клуб «Уаитакере Юнайтед». По общим подсчётам с клубом сыграл 33 матча, участвуя только в Премьер-Лиге.

## Сборная
В 2013 году Андерсон принял участие в юношеском чемпионате, сыграв за сборную Новой Зеландии до 17 лет против Узбекистана, Чехии, США и Японии.